# Riella cyrenaica
Riella cyrenaica là một loài rêu trong họ Riellaceae. Loài này được Maire mô tả khoa học đầu tiên.